# M/S Purha
M/S Purha är en bogserbåt, som byggdes i Florida 1943 för den amerikanska armén, och som användes i samband med de allierades invasion i Normandie i juni 1944 för att frakta pråmar mellan Storbritannien och de konstgjorda invasionshamnarna.
M/S Purha såldes i juni 1946 till den finländska staten för att bli minröjningsfartyg i Finlands flotta efter andra världskriget. Hon var senare bogserbåt på flottstationen i Obbnäs och såldes till privat ägare 1981.
Hon är numera finländskt traditionsfartyg.